# 河野通朝
河野 通朝（かわの みちとも、？-貞治3年/正平19年11月6日（1364年11月29日））は、南北朝時代の武将。河野通盛の子、通堯の父。通称は六郎もしくは対馬六郎。
父・通盛とともに北朝方として転戦、足利義詮の推挙で遠江守に任ぜられる。貞治2年/正平18年（1363年）には父の隠居に伴って河野氏の家督を継ぐ。ところが、翌年に入ると父の代に伊予国守護職の地位を河野氏から奪っていた細川頼之が伊予平定を目指して侵攻、9月には世田山城（現在の愛媛県西条市三芳）を包囲する。同城に籠城していた通朝は2か月にわたって抵抗するも、城は落城して通朝も討死にした。その直後には隠居していた通盛も急死、河野氏は南朝方へ離反して再起を期すことになる。
石野弥栄は、細川頼之の伊予侵攻の背景として彼自身の領地拡大の野心があったことに加え、細川頼之と細川清氏の争いの際に頼之が通盛の加勢を求めたにもかかわらず、通盛が非協力であったことに対する報復としての側面もあったとしている。